# Georg Weigelt
Erik Georg Weigelt, född 27 oktober 2002 i Stockholm, är en svensk professionell ishockeyspelare som spelar för Mora IK i Hockeyallsvenskan. Hans moderklubb är Brinkens IF. Han spelade juniorishockey med Linköping HC, som han sedan gjorde SHL-debut med säsongen 2021/22. Samma säsong tog han också ett JSM-guld med Linköping HC J20. Den efterföljande säsongen varvade Weigelt spel i Linköping med spel som utlånad till HC Vita Hästen i Hockeyallsvenskan. Efter en säsong, 2023/24, i Hockeyettan för Kristianstads IK har han sedan spelat i Hockeyallsvenskan; först för IK Oskarshamn och därefter för Mora IK.

## Karriär
Weigelt påbörjade sin ishockeykarriär i moderklubben Brinkens IF. Han gick vidare till Lidingö Vikings och gjorde seniordebut med klubben i Hockeytrean säsongen 2017/18. Inför säsongen 2019/20 anslöt han till Linköping HC:s juniorverksamhet. Säsongen 2020/21 spelade han för Linköping J20, men registrerades också för sex matcher med seniorlaget i SHL. Han spelade sin första SHL-match den 18 februari 2021 och noterades för en assistpoäng då Frölunda HC besegrades med 2–0. Den följande säsongen utsågs Weigelt till lagkapten för Linköpings J20-lag. Under denna säsong spelade han också 40 grundseriematcher för föreningens A-lag, där han noterades för ett mål och en assistpoäng. I J20-laget spelade han 23 matcher och noterades för 29 poäng (16 mål, 13 assist). I JSM-slutspelet slog Linköping ut Södertälje SK, AIK och Örebro HK, innan man besegrade Djurgårdens IF i finalen med 5–2.
Den 14 maj 2022 bekräftades det att Linköping skrivit ett ettårssavtal med Weigelt. Efter att ha fått begränsat med speltid i inledningen av säsongen 2022/23 meddelades det den 28 oktober samma år att Weigelt lånats ut till HC Vita Hästen i Hockeyallsvenskan. Han varvade spel under säsongen med båda klubbarna. Weigelt gjorde debut i Hockeyallsvenskan samma dag, i en 3–4-förlust mot Västerås IK. Den 3 mars 2023 gjorde han sitt första mål i serien, på Isak Mantler, i en 6–4-förlust mot Östersunds IK. På 29 grundseriematcher för Vita Hästen noterades Weigelt för två mål och fem assistpoäng. För Linköping spelade han 22 grundseriematcher och stod för ett mål och en assist. Han avslutade säsongen med Vita Hästen, som slutade på åttonde plats i grundserien. I det följande slutspelet slogs laget ut i åttondelsfinal av Västerås IK med 2–0 i matcher. Kort efter säsongens slut stod det klart att Weigelt lämnat Linköping.
Den 30 augusti 2023 bekräftades det att Weigelt skrivit ett avtal med Kristianstads IK i Hockeyettan för säsongen 2023/24. I december samma år återvände han till Linköping då han lånats ut under två matcher. Weigelt hade en framgångsrik grundserie med Kristianstad och vann lagets interna poäng-, skytte- och assistliga. På 36 grundseriematcher noterades han för 40 poäng (18 mål, 22 assist). Han var dessutom den i laget som hade bäst plus/minus-statistik (+29). Via Hockeyettans slutspel tog sig Kristianstad till kvalserien till Hockeyallsvenskan. Där slutade laget på tredje plats och där var Weigelt, tillsammans med Emil Öhrvall, lagets främste målskytt. På tio matcher stod han för nio poäng, varav sex mål.
Den 29 april 2024 bekräftades det att Weigelt lämnat Kristianstad då han skrivit ett ettårskontrakt med IK Oskarshamn i Hockeyallsvenskan. Under försäsongen ådrog han sig en skada vilken gjorde att han missade de sex inledande omgångarna av säsongen. Totalt spelade han 46 grundseriematcher och stod för tre mål och fyra assist. Laget slutade på åttonde plats och via play-in tog man sig till kvartsfinalspel där man föll med 4–2 i matcher mot BIK Karlskoga. På åtta slutspelsmatcher gick han poänglös.
Den 26 april 2025 stod det klart att Weigelt skrivit ett ettårskontrakt med Mora IK.

## Statistik
| 2017–18                  | Lidingö Vikings          | Div. 3                   | 4  | 1  | 3  | 4  | 2  | 5  | 0 | 0 | 0 | 0 |
| 2018–19                  | Lidingö Vikings          | Div. 3                   | 1  | 0  | 0  | 0  | 2  | —  | — | — | — | — |
| 2020–21                  | Linköping HC             | SHL                      | 6  | 0  | 1  | 1  | 0  | —  | — | — | — | — |
| 2021–22                  | Linköping HC             | SHL                      | 40 | 1  | 1  | 2  | 0  | —  | — | — | — | — |
| 2022–23                  | Linköping HC             | SHL                      | 22 | 1  | 0  | 1  | 0  | —  | — | — | — | — |
| 2022–23                  | HC Vita Hästen           | HA                       | 29 | 2  | 5  | 7  | 4  | 2  | 0 | 1 | 1 | 0 |
| 2023–24                  | Kristianstads IK         | Div. 1                   | 36 | 18 | 22 | 40 | 33 | 13 | 6 | 3 | 9 | 6 |
| 2023–24                  | Linköping HC             | SHL                      | 2  | 0  | 0  | 0  | 0  | —  | — | — | — | — |
| 2024–25                  | IK Oskarshamn            | HA                       | 46 | 3  | 4  | 7  | 14 | 8  | 0 | 0 | 0 | 2 |
| Hockeyallsvenskan totalt | Hockeyallsvenskan totalt | Hockeyallsvenskan totalt | 75 | 5  | 9  | 14 | 18 | 10 | 0 | 1 | 1 | 2 |
| SHL totalt               | SHL totalt               | SHL totalt               | 70 | 2  | 2  | 4  | 0  | —  | — | — | — | — |